# Bodiluddelingen 1948
Den første Bodiluddeling blev afholdt den 29. april 1948 på Palace Hotels natklub Ambassadeur i København, hvor man hædrede de bedste i danske og udenlandske film fra 1947. Uddelingens værter var Lilian Harvey, Victor Borge og Mogens Lind.
Soldaten og Jenny af Johan Jacobsen modtog priserne for bedste danske film, bedste mandlige hovedrolle og bedste kvindelige hovedrolle, mens filmen Ta ', hvad du vil ha' af Ole Palsbo modtog begge priser for bedste biroller.
Prisuddelingens debut blev en succes, selvom at 'hovedpersonen' selv, Bodilstatuetten, var fraværende, da den endnu ikke var blevet færdig hos Bing og Grøndahl. Mogens Lind kunne dog fremvise en lerkopi af statuetten, og lagde samtidig op til debat om, hvad prisen skulle hedde. Statuetten er designet af tegneren Ebbe Sadolin, og billedhuggeren Svend Jespersen og ved en mindre reception i november samme år, kunne alle prisvindere modtage deres statuetter.

## Vindere

### Bedste danske film
- Soldaten og Jenny af Johan Jacobsen [2]

### Bedste mandlige hovedrolle
- Poul Reichhardt for Soldaten og Jenny [3]

### Bedste kvindelige hovedrolle
- Bodil Kjer for Soldaten og Jenny [4]

### Bedste mandlige birolle
- Ib Schønberg for Ta ', hvad du vil ha' [5]

### Bedste kvindelige birolle
- Ellen Gottschalch for Ta ', hvad du vil ha' [6]

### Bedste europæiske film
En sag om liv og død af Michael Powell og Emeric Pressburger 

### Bedste amerikanske film
- De bedste år af William Wyler [8]

### Bedste dokumentar
- Papir og pap er penge værd af Ole Palsbo

## Ekstern henvisning
- Bodilprisens hjemmeside Arkiveret 19. juli 2011 hos  Wayback Machine
- Bodiluddelingen 1948 på Internet Movie Database (engelsk)